# رایتسنشلاگ
رایتسنشلاگ (به لاتین: Reitzenschlag) یک منطقهٔ مسکونی در اتریش است که در لیچو واقع شده‌است. رایتسنشلاگ ۶٫۵۳ کیلومتر مربع مساحت دارد و ۵۹۰ متر بالاتر از سطح دریا واقع شده‌است.